# Arteria recurrente cubital
La arteria recurrente cubital (TA: arteria recurrens ulnaris) es una arteria que se origina en la arteria cubital. Según la descripción clásica las recurrentes cubitales se originan en el tronco de las recurrentes cubitales, rama, a su vez, de la cubital.

## Ramas y distribución
- Recurrente cubital anterior. Suministra ramas para los músculos pronador redondo y braquial anterior.[1]
- Recurrente cubital posterior. Emite ramas para los músculos vecinos, así como otras ramas articulares, periósticas y óseas.[1]